# 大深沟水库
大深沟水库是中国四川省南充市蓬安县境内的一座水库，位于嘉陵江支流河舒河上，建于1978年。水库正常库容为426万立方米，集雨面积为21平方千米，海拔为368.95米。